# HCAP Tokyo
HCAP東京大学運営委員会（えいちきゃっぷとうきょうだいがくうんえいいいんかい、略称: HCAP Tokyo）は、ハーバード大学と国際交流を行うことを目的に設立された東京大学の学生団体。

## 概要
- Harvard College in Asia Program、略称でHCAP（えいちきゃっぷ）はハーバード大学に本部を置く、同大学とアジア各国のトップレベル大学との交流を目的とした学生運営団体で、日本では東京大学に支部が置かれ、HCAP Tokyoが同大学との国際交流事業を行う。
- 活動の目的は、国際交流にとどまらず学問的、文化的、社会的な視点から学生会議や交流活動を行うことで深い相互理解を達成すること。
- HCAP Tokyoの理念は「日本の先頭に立ち、国内外で活躍できる人材になるための第一歩を踏み出す」。[1][2]

## 活動
- 運営は選抜された約10名の東京大学一年生によって行われる。
- 活動の中心は年2回のカンファレンスの開催。毎年1月に各国支部の学生とともにハーバード大学を訪れる「ハーバードカンファレンス」と、3月にハーバードの大学生を日本に招く「東京カンファレンス」がある。
- ハーバードカンファレンスでは、参加者はハーバードの寮に宿泊し、1週間にわたり各国の大学生と講義や議論、体験活動などを通じて交流する。東京カンファレンスは約1週間のプログラムで、HCAP Tokyoの学生たちがアイディアを出し合って準備を行い、その年のテーマに沿ってハーバードの大学生とともに議論やフィールドワークなど学術・文化・交流を軸にした多様な活動が行われる。[1][3]

## 沿革
- 2003年 - アジア各国との相互理解を促進することを目的にHCAPが設立される[4]。
- 2006年 - 城口洋平、北川拓也、京極淳らによりHCAP Tokyoが設立される[5][6][7][8]。
- 2016年 - ハーバード大学およびアジア各国のトップ大学との国際交流活動や関係構築、東京大学の国際交流の発展への貢献が認められ、HCAP Tokyoが平成28年度学生表彰「東京大学総長賞」を受賞[9]。
- 2020年度、2021年度のカンファレンスは、新型コロナウイルスの流行による影響を受けオンラインでの開催となった[10]。

## 関連する人物
- 城口洋平（第1期、株式会社ENECHANGE CEO）
- 北川拓也（第1期、公益財団法人Well-being for Planet Earth理事）
- 下山明彦（第10期、株式会社Senjin Holdings代表）